# Eupithecia laoica
Eupithecia laoica es una especie de polilla de la familia Geometridae. La especie fue descrita por primera vez por Mironov y Galsworthy habiendo sido descrita en 2009, con distribución en Laos, de ahí su nombre. El holotipo de la especie fue descrita en el distrito Xamneua, provincia de Houaphan a aproximadamente 1750 metros (68 897,6 plg) de altitud. 

## Descripción
Es una polilla pequeña, con una envergadura de unos 19 a 20 milímetros (0,7 a 0,8 plg). Las alas delanteras y traseras son de color marrón cremoso. El ala anterior es relativamente corta y ancha, con líneas transversales ausentes aparte de manchas costales oscuras que marcan las zonas antemedial, medial y posmedial del ala. Por su morfología genital, pertenece al grupo de especies Eupithecia rajata.